# 銀河前哨
《銀河前哨》（英語：Star Trek: Deep Space Nine，簡稱為），是一部于1993年正式开播的科幻电视剧集，一共拍摄了7季，并于1999年正式结束。应布兰登·塔奇科夫的请求，赖克·伯曼和迈克尔·皮勒创作了这部以吉恩·罗登伯里的《星际迷航》虚构宇宙为故事背景的电视剧，并由派拉蒙影业出品。主要的作者除了伯曼与皮勒外，还包括电视剧运作人艾拉·史蒂文·贝尔、罗伯特·休伊特·沃尔夫、罗纳德·道尔·穆尔、彼得·艾伦·菲尔兹、乔·梅诺斯基、勒内·埃切瓦里亚、理查德·曼宁，以及汉斯·拜姆勒。 
作为《星际旅行：下一代》的衍生剧集，《深空九号》在其母剧集尚在连载时开播，因此这两部剧集互相都有很多的涉及。除此之外，两位《下一代》中的角色，迈尔斯·奥布莱恩和武夫也是《深空九号》的主要角色。
然而，不同于过去的《星际旅行》剧集，《深空九号》打破了许多罗登伯里的设定，譬如突破了主要角色间不能发生个人冲突的禁忌。 而且，不同于其他的《星际旅行》节目，《深空九号》是唯一一部以太空站为背景的《星际旅行》剧集，这样使得每集剧情可以连续发展，而固定的角色也可以重复出现。同时，这部剧集因为其对角色性格的出色塑造和其新颖的风格饱受关注。总体来说，这部剧集以黑色调为主，只有很少的关于空间探索的内容，在后几季将大部分视角放在了对战争的探讨上。
尽管开始时《深空九号》的收视率还很固定，但它却无法取得像《下一代》那样的成功。随着收视率在后面几季的下滑，《深空九号》面临着更多的质疑声。但是支持者也给出了很多理由，例如越来越多类似剧集的播放（如《巴比伦五号》（Babylon 5），拥有类似的设定和故事情节），从《深空九号》中抢走了一部分观众，但《深空九号》首轮播出时仍然获得了相对很高的收视率。

## 设定
《深空九号》的设想萌发于1991年，就在吉恩·罗登伯里逝世之前不久。《深空九号》的故事发生在一座太空站深空九號上（前卡达西人采矿站），由星际联邦和贝久政府共同管理，而贝久星不久前才刚从卡达西人的殖民统治中解放。根据作者之一的赖克·伯曼介绍，他和迈克尔·皮勒本来设想的是以一个殖民地行星为故事背景，但是他们认为一个太空站可以吸引更多的观众，并节省更多用于外景和星球表面上拍摄的资金；与此同时，他们也十分不希望这个新剧集是发生在星舰上的，因为当时《下一代》仍然在播放中。用伯曼的话说，就是“同时有两部剧集——两组角色——都在朝着前人所未至的领域进军，看起来真有些荒谬可笑。” 
在《深空九号》的首集「使者」（Emissary, Part I）中，太空站就从贝久星的轨道上移动到了不远处发现的贝久虫洞附近。这个虫洞通往了遥远、未知的第三象限，随之不久，深太空九號就成为了新的星际贸易、探索中心，具有重大的战略价值，并且最终成为了战争的前线。
《深空九号》同其他《星际旅行》系列的不同之处，在于其连续几集甚至一个季度的剧情。而其以前的《星际旅行》剧集，常常是在每一集结束后尽量减小甚至消除它的影响，使其他各集可以脱离这一集的剧情独自制播。但是《深空九号》则不相同，它某一集的剧情通常与上一集相衔接的。有时候一个故事情节甚至会连续上许多集，并环环相扣。这个现象在在整部剧集后期尤为明显，这使得整部剧集看起来似乎是刻意地被做得像连续剧。 这种方式加强了整个剧情的表现力，让角色和剧情都得以充分发展。
主要角色内部的人性冲突（例如道德和纪律，自我和集体的选择）在罗登伯里监制的两部星际旅行剧集——《星际旅行：原初系列》与《星际旅行：下一代》中都是极力避免的，但是在《深空九号》中却成为了剧情的主要组成部分。这是由《下一代》的编剧们建议的（他们中的大多数也参与了《深空九号》的编剧），他们认为那样的设定限制了他们写一些精彩故事的能力。用皮勒的话说，“来自不同地域的人们——无论是多么的可敬与高贵——很自然的会有一些冲突”。

## 角色

### 主角

《深空九号》第六季的主要演员

《深空九号》是第一部主角中有非星际舰队成员的《星际旅行》剧集。例如，奇拉·尼瑞斯是贝久国民部队的军官，变形人欧多曾在贝久被占领时为卡达西人工作，而杰克·西斯科与夸克都是普通的平民。一开始制作人本是让罗·拉伦（米歇尔·福布斯饰演，她在《下一代》的后三季中饰演罗·拉伦）作为站上的副官，即奇拉的角色，但是福布斯不希望将大部分时间耗在电视剧的拍摄上，因此制作人改以奇拉代替她。 还有科尔姆·米尼饰演的迈尔斯·奥布赖恩，他是所有星际舰队角色里第一位兵士（非正式军官）身份的主要角色，他还在《下一代》中作为进取号-D的传送长出现过。
在《深空九号》制播的七年间，出现了两次重大的角色变化。第一次是在第四季中增加了迈克尔·多恩饰演的沃尔夫，他刚结束在《下一代》拍摄的七年中饰演沃尔夫的工作。制片人将他纳入主角名单的初衷是为了提高收视率，在后来他逐渐成为了《深空九号》不可或缺的角色之一。 第二次大的变化是特里·法雷尔（婕琪娅·戴克斯）的退出。法雷尔认为《深空九号》庞大的演员阵容限制了她在屏幕上出现的次数，于是决定在第六季后不再续签合同。因为她扮演的角色是戴克斯共生体的宿主，编剧制造了杜卡特杀害婕琪娅的情节，并让艾莉·戴克斯（妮可·德波尔）接替了法瑞爾的角色，成为新的戴克斯共生体宿主。
亚历山大·希迪希（朱利安·巴希尔）在前三季的演员表中使用的是他的原名“希迪希·法迪勒”（Siddig el Fadil）。但在他同娜娜·維希特（奇拉　尼瑞斯）结婚后，在《深空九号》演员表中把两人姓名放在一起的同时，还开始使用了“亚历山大·希迪希”（Alexander Siddig）这个名字。他曾说过改名的理由之一是大部分人不知道怎么念“el Fadil”（法迪勒）。但是作为导演时他仍然使用“希迪希·法迪勒 ”这个名字。
| 演員                                          | 軍階               | 種族                | 角色                       | 台视译名 | 身分                                 |
| 艾佛里·布魯克斯                               | 中校／上校         | 人类                | 本杰明·西斯科              | 席班爵   | 指揮官（站長）                       |
| 娜娜·維希特                                   | 少校／上校（中校） | 贝久人              | 奇拉 尼瑞斯 （奇拉是姓氏） | 琪拉     | 貝久駐站聯絡官／大副                 |
| 雷內·奧柏戎諾瓦                               | 無                 | 变形人              | 歐多                       |          | 安全長（治安官）                     |
| 亚历山大·希迪希 （在前三季叫做希迪希·法迪勒） | 中尉／上尉         | 人类 （经基因改造） | 朱利安·巴希尔              | 巴希爾   | 醫療長                               |
| 泰瑞·法瑞爾                                   | 上尉／少校         | 楚尔人              | 婕琪·戴克斯                | 戴婕琪   | 科學官，挑戰號舵手（一到六季）       |
| 妮可·德波爾                                   | 少尉／中尉         | 楚爾人              | 艾莉·戴克斯                |          | 駐站心理顧問，挑戰號通訊官（第七季） |
| 麥克·朵恩                                     | 少校               | 克林貢人            | 沃尔夫                     |          | 戰略作戰官（四到七季）               |
| 柯姆·明尼                                     | 士官長             | 人类                | 邁爾斯·歐布萊恩            | 歐瑞安   | 運作長                               |
| 希洛克·洛夫頓                                 | 平民               | 人类                | 傑克·席斯可                |          | 班傑明之子，記者                     |
| 阿明·辛默曼                                   | 平民               | 佛瑞吉人            | 夸克（Quark）              |          | 酒保                                 |

### 常设角色
主條目：星际旅行：深空九号角色列表
将故事中心——放到太空站上相比放在一艘星舰上——意味着会出现更多的常设角色，而这些演员的戏份也是相当的多，有时甚至作为一集的主要角色出现。例如，在第2季第22集“密探”一集中，几乎都是在叙述关于伊利姆·葛拉克（Elim Garak）的過往故事。在第7季第6集“叛變與忠誠”中，故事情节则围绕着诺格（Nog）和维庸（Weyoun）展开。而最好的例子莫过于第7季第10集“紅塵如夢”，整个剧情（几乎是所有的对话与场景）都是在讲诺格和全像角色维克·方丹（Vic Fontaine）之间发生的事情。有大量的固定角色和熟悉面孔的出现，也是伯曼与皮勒将该剧设定在太空站上的理由之一。
《深空九号》中还有很多重要的卡达西角色，最具代表性的就是安德鲁·鲁宾逊扮演的伊利姆·葛拉克（Elim Garak），他是贝久和联邦接管深太空九號后唯一留在站上的卡达西人。他被怀疑是一个失势的卡达西前情报组织黑曜石的间谍，但是他坚持声称自己只是一个普通而单纯的裁缝。葛拉克同卡达西国内某些重要人物的非正式联系，使得他成为自治同盟战争中的一位关键人物。
另外一个重要的卡达西人角色是马克·阿莱莫扮演的杜卡特上校（Gul Dukat）。这是一个复杂的角色：起初他还显得比较正面，但在经历一系列的挫折和痛苦后，他渐渐变成了一位邪恶的反面角色，并在剧集结束时成为了西斯科的主要敌人。在StarTrek.com网站上，有一篇关于《星际旅行》中最邪恶角色的文章中，将杜卡特描述成“很可能是《星际旅行》有史以来最复杂并发展得最完整的坏人” 杜卡特在联邦接管深太空九號以前是太空站的指挥官；在自治同盟-卡达西联盟挑起与联邦战争的初期，他保留了部分卡达西的兵力，直到因自己半贝久血统亲生女儿的死亡而发狂。
最后，还有一个角色是凯西·比格斯扮演的达玛。起初是杜卡特忠心的副官，但后来杜卡特出走后，成为了自治同盟继杜卡特后的又一个卡达西傀儡领导人。但因其不满自治同盟的压迫而揭杆反抗，成为反抗自治同盟的卡达西游击队的主要领导人。
杰弗里·库姆斯本来是《下一代》中威廉·赖克角色的候选人之一，但是乔纳森·弗兰克斯最终赢得了这个角色。后来弗兰克斯在执导《深空九号》的第3季第8集“霎那永恆”（Meridian）时推荐他出演其中一个角色，于是库姆斯在他出演的第一集《星际旅行》和《深空九号》中扮演了一个外星人蒂蒙（Timon），紧接着他又扮演了佛瑞吉人布伦特（Liquidator Brunt）和沃塔人维庸（Weyoun）。库姆斯总共出演了31集的《深空九号》，并在其中扮演了4个截然不同的角色，如果算上镜像宇宙中的布伦特（个性同原来的布伦特完全不同），他一共出演了《深空九号》中的5位固定角色。在第7季第24集“戰死方休”（The Dogs of War）中，他也成为少数几名在同一集中扮演双角的《星际旅行》演员（布伦特和维庸）。他还后来的《星际旅行：航海家号》的“极速格斗”中饰演诺卡蒂安人彭克（Penk），《星际旅行：进取号》中饰演安多利安人沙兰（Shran）。
莫恩（Morn）是《深空九号》中的一位微不足道的小角色，但是却拥有很高的人气。就像他角色名字的来源一样，他是夸克（Quark）酒吧的常客，他把七年中大部分的时间都花在了那个酒吧中。他是一个笑料百出的角色，尽管其他角色不断的提到莫恩是一个废话连篇的家伙，可他从来没有在镜头前说过一句话，甚至在第6季第12集专门叙述他自己的故事的“莫恩之死”裡也是一言未发。
相对其他的《星际旅行》系列，克林贡帝国在《深空九号》中所占的份量很重。除了沃尔夫以外，循环的克林贡角色还有克林贡议长高伦（罗伯特·奥赖利饰），以及在自治同盟战争中取代他位置的马托克（约翰·加曼·赫茨勒饰）。马托克像朋友一样对待沃尔夫，并让他进入了议院。早在《原初系列》中便已出现的科尔（Kor），还出现在三集的《深空九号》中。在两部剧集中都由 约翰·科利科斯饰演该角。
婕琪·戴克斯這個角色是個楚爾人（Trill）；她是個年輕女性，被一個超過三百歲的戴克斯共生體所寄生。這也讓她繼承了七段之前共生體宿主（男女皆有）一生的記憶。在「重聚」這一集裡，婕琪遇到了前一個男性宿主的妻子，於是就有了兩個女人接吻的情節。
歐多是個變形人（shapeshifter），負責太空站的保全工作，有強烈的正義感，諸事講求公平。他被一股想要找到跟他一樣的變形人，以及他從哪裡來的渴望所駕馭。最後他發現他是創建者的一員，這使得他在渴望跟他的人民團聚，與奇拉（Kira）少校的愛之間猶豫不決。
还有一些循环演员在其他领域也有很高的建树，其中最著名的莫过于奥斯卡奖影后路易丝·弗莱彻（饰演贝久教宗凯·温）以及科幻界元老萨洛米·詹斯（饰演女变形人）。其他作为常设角色和嘉宾出现的名人包括瓦妮莎·林恩·威廉斯、华莱士·肖恩、莱尔克、詹姆斯·克伦威尔、加布里埃尔·尤宁、伊基·波普、弗兰克·兰杰拉、克里斯·萨兰登、史蒂文·伯克夫与詹姆斯·达伦。

## 情节
在第一集中，妻子在沃夫359战役中丧生的星际舰队中校本杰明·西斯科，接管了深太空九號的指挥权。他同婕琪娅·戴克斯偶然发现有史以来第一个稳定的虫洞，并在虫洞中发现了一群居住在非线性时空的外星人。这些外星人就是被贝久人视为信仰主神的贝久先知，而虫洞正是古贝久预言中的天庭。西斯科被指定为“先知的使者”。
上述成为了《深空九号》的主要故事线索。开始西斯科对于自己在贝久宗教上的身份象征感到无法接受，并充满了怀疑。他将贝久先知简单地称作“虫洞生物”，并且努力将自己的身份限制在深太空九號的指挥官内，而不是贝久人试图加给他的宗教形象。但随着时间的流逝，他渐渐认同了自己的双重身份，甚至在剧集的最后公开表示自己信仰先知。
太空站的成员们一开始是在对抗人类的反抗组织马奇游击队。在《下一代》的一集“Journey's End”中，来自美洲的殖民者因为联邦同卡达西条约中割让星球的条款而失去了自己的殖民地家乡。马奇游击队的出现也是《深空九号》试着转入黑暗主题的探索之一：这些人都是昔日的联邦公民，为了保护自己家乡的领土开始了反抗卡达西人压迫的运动——其中有西斯科的老朋友卡尔文·赫德森（Calvin Hudson），以及深太空九號上的星际舰队军官迈克尔·埃丁顿（Michael Eddington）。这部剧集明显地打破了很多传统的《星际旅行》主题，例如在“For the Cause”中，埃丁顿对西斯科说：“你们认为每个人都应该想要加入联邦，没有人会离开天堂。从这点看你们甚至连博格人都不如，他们起码会告诉你他们要同化你，而你们同化了别人甚至不让他们知道。”
在第二季的一集“獲取法則”（Rules of Acquisition）裡，首次提到了自治同盟，由“造物者”领导的自治同盟是第三象限中的一個殘暴的帝國。所谓“造物者”，一种可改变自身形状的变形人——正是深太空九號上安全官欧多的族人。他們曾經遭受非變形人（他们稱之為「固態人」）的迫害，因此他們试着去统治那些会给他们带来威胁的種族，给他们带来“秩序”，其中包括几近所有的固态人。造物者还利用基因改造技术創造了兩個種族來为他们服務：沃塔人，奸詐狡猾的外交分子；詹哈达人，凶狠残暴的战士。這兩個種族崇拜造物者，視他們為神。
在第3季的第1、2集“搜索隊”（The Search）中，由于自治同盟的进攻已逼近虫洞的另一侧，西斯科从地球的星际舰队总部返回太空站后，带来了一种新型的原型星舰联邦星舰勇抗号。勇抗号本来的研发与建造是为了对付博格人的。此后勇抗号一直留在了深太空九號上，直到在第七季中的一集被击毁（但随后星际舰队将相同级别的联邦星舰圣保罗号改名为勇抗号，并再次分配给了深太空九號）。勇抗号的出现让剧集能在外太空进行故事线的发展。
在第5季的第14集“地獄暗影”（In Purgatory's Shadow）与第15集“煉獄之光”（By Inferno's Light）中，自治同盟与卡達西人組成了一個不穩定的聯盟，并且最終同第一象限几大强权的联盟爆发戰争。在整个剧集中，卡达西联邦的效忠与联盟的对象一直在不停变更：与卡达西人的条约往往是签订、撕毁、再签订；在与克林贡帝国的一段短暂而突然的战争中，联邦同卡达西人结盟；但后来卡达西人又转而与自治同盟结盟。值得一提的是，在自治同盟战争中，曾与星联一向敌对的罗慕伦帝国首次与之结盟（虽然这归功于西斯科的诡计）。
《銀河前哨》另一個較為黑暗的设定是31区，一个不计代价保护星联存在的秘密组织。首次提到这个阴暗的组织是在第6季第18集“判官”（Inquisition）一集中，并说明了这是一个不受星联官方承认的秘密组织，也是一个单方面宣称了自己对于星联的持续存在作出了重大贡献的组织。31区在自治同盟战争中也佔有頗為重要的地位。但作为此前《星际旅行》系列中从未有过的黑暗设定而饱受争议，甚至被认为是《星际旅行》家族中的“害群之马”（black sheep）。
在《深空九号》中，佛瑞吉人不再是星際聯邦的敵人，而是一個政治地位中立的強大經濟力量，并受到了极大程度上的普遍尊敬。有許多集都是在探討他们的资本主义本质，以及该种族男权至上的社会形式（但同时，也透露了他们拥有比人类更加和平的发展历史，更少的战争、犯罪行为以及奴隶制度）。佛瑞吉人的日常生活和交易秩序都被《致富守則》所支配。随着剧集的发展，佛瑞吉人罗姆（Rom）的儿子诺格（Nog）也从一个少年犯转变成了星际舰队中的第一个佛瑞吉军官，并在剧集结束时已是中尉军衔（在平行时间线中曾经作为将军出现）。
許多角色也有他們自己的邪惡思想，以及跟他們的角色相關的特定故事等等。
《銀河飛龍》裡的武夫在第四季加入了《銀河前哨》的演員陣容，以挽救逐漸下滑的收視率。有許多集敘述了他試圖在克林貢血統與星聯任務之間取得平衡的努力。

## 主題

卡達西小男孩盧哥（Rugal）以及他的貝久人養父，出自「卡達西人」這一集。

《銀河前哨》擺脫了之前《星艦奇航記》影集裡面蘊含的一些烏托邦主題。它更專注於探討戰爭、宗教、政治妥協、以及其他現代議題等等。
影集裡最為突出的主題是極為篤信宗教的貝久人，在受到卡達西人壓迫的年代過去後，試圖重建他們的世界與經濟。貝久人和卡達西人之間的關係刻意地被強力描寫成暗諷猶太人大屠殺；卡達西人把貝久人關在生活條件很差的奴隸勞動集中營裡，殺害貝久人並不犯法，並對於他們的行動不被認為是為了貝久人好而感到遺憾。深太空九號太空站上的大副，奇拉·奈瑞斯（Kira Nerys），原本是地下反抗組織領導人，曾經發動過許多破壞與顛覆活動。不過現在她必須適應她的新角色，學習善用外交手段與耐心。
卡達西人和貝久人之間的關係，本質上可以看成一種殖民關係。就像鲁德亚德·吉卜林（Rudyard Kipling）的《白人的重擔》（The White Man's Burden）這首詩裡所提到的一樣，卡達西人認為他們自己在科技上與文化上都比較優越。根據一位卡達西指揮官杜卡特（Dukat）的記載，在第一次接觸的那個時候，卡達西人在各方面至少比貝久人先進四百年。卡達西人假借開化貝久人（文明）的名義，強迫設立勞動營，意圖掏空貝久星的各種資源。貝久戰士所採取的游擊戰術終於解除了加諸在他們身上的殖民枷鎖，就像1960年代與1970年代許多殖民地爭取獨立所採取的方法一樣。
《銀河前哨》裡所刻畫的星艦時空是一個介於銀河裡各個大國之間的強權政治（power politics）時代。在這齣影集之前，星際聯邦被描寫成一個受人權主義所指引的接近乌托邦的社會。相反地，《銀河前哨》裡的星際聯邦試圖在它的高度理想性與銀河的政治現實裡取得平衡。這個主題跟現在的國際情勢相符——混合了國與國之間的強權政治，以及全球化所帶來的讓國際合作迅速成長的途徑。

## 同其他星际旅行剧集的联系

### 角色和种族
《深空九号》中出现了很多在《原初系列》和《下一代》裡就已经设定好了的种族，比较典型的有贝久、卡达西、克林贡、佛瑞吉、罗慕伦、楚尔、布林、贝塔索及其他的一些小种族。
迈尔斯·奥布赖恩和沃尔夫都是《下一代》中的角色，但是同时也是《深空九号》的主要角色。其他在《深空九号》中出现过的《下一代》角色还有：让吕克·皮卡尔、惠子·奥布赖恩（迈尔斯的妻子）、莫莉·奥布赖恩（迈尔斯的女儿）、星联将军涅恰耶夫、克林贡议长高伦、亚历山大·罗森科（沃尔夫的儿子）、克林贡人科恩（沃尔夫的弟弟）罗珊娜·特洛伊（迪安娜·特洛伊的母亲）、Ｑ、托马斯·赖克、以及瓦希（Vash）。同时，还有《航海家号》的杜沃克，出现在了“Through the Looking Glass”中。
三位《深空九号》中的主要角色也出现在了其他《星际旅行》系列中，例如巴希尔医生出现在了《下一代》的“Birthright, Part I”中，夸克出现在了《下一代》的“Firstborn”中和《航海家号》的“，上”中，还有沃尔夫在电影《星际旅行VII：日换星移》《星际旅行VIII：第一类接触》《星际旅行IX：起义》以及《星际旅行X：复仇女神》中作为主要角色出现。

### 演员交换
以下的《深空九号》演员还在其他的《星际旅行》系列中出现过。
- 欧多的扮演者勒内·奥贝若努瓦斯在《星际旅行VI：未来之城》中扮演星际舰队上校韦斯特，还在《进取号》的一集“Oasis”中扮演Kantare工程师Ezral。
- 夸克的扮演者阿明·夏默曼在《下一代》的一集“The Last Outpost”中扮演佛瑞吉人莱特克（Letek），“Haven”中以贝塔索礼物盒的脸部出现，并在“Peak Performance”中再次出演佛瑞吉人布拉克特上校（Daimon Bractor）。
- 沃尔夫的扮演者迈克尔·多恩在《星际旅行VI：未来之城》中扮演沃尔夫祖先——克林贡上校沃尔夫。
- 诺格的扮演者艾隆·艾森伯格在《航海家号》的“成人礼”中饰演卡松少年卡尔（Kar）。
- 罗姆的扮演者马克斯·格罗登切克（Max Grodénchik）在《下一代》的“Captain's Holiday”扮演佛瑞吉人索瓦克（Sovak），“The Perfect Mate”中扮演佛瑞吉人帕·莱诺（Par Lenor）。
- 维庸和布伦特的扮演者杰弗里·库姆斯在《航海家号》的“极速格斗”中饰演诺卡蒂安人彭克（Penk），在《进取号》中扮演安多利安人沙兰（Shran），以及《进取号》的“Acquisition”中扮演了一个佛瑞吉掠夺者克雷姆（Krem）。
- 杜卡特的扮演者马克·阿莱莫在《下一代》的“The Neutral Zone”中扮演罗姆兰指挥官特布克（Tebok），“The Wounded”中扮演卡达西人马切特上校（Gul Macet），“Time's Arrow”中扮演扑克玩家弗雷德里克·拉鲁凯（Frederick La Rouque），“Lonely Among Us”中扮演巴达（Badar N'D'D）。
- 达玛的扮演者凯西·比格斯在《进取号》的“Damage”扮演一个伊利里亚（Illyrian）船长。
- 女变形人的扮演者萨洛米·詹斯在《下一代》的“The Chase”中饰演一个远古的类人生物。

## 评价

### 赞扬
《深空九号》在评论家眼中有很好的口碑，《电视指南》曾说《深空九号》是“演员，剧本，制作以及整体而言都是最好”的《星际旅行》系列。
尽管《深空九号》是在《下一代》仍在制播时推出的新系列《星际旅行》剧集，但是《深空九号》凭借着自己的实力得到了相当程度的成功。根据联机新闻在1999年4月7日的新闻稿所说，《深空九号》是美国全国电视指数中18-49与25-54成人组的冠军影视剧集。《深空九号》制播时它的角色曾经在《电视指南》的封面上出现达10次之多，一些“特刊”版甚至有一套四组的封面。
除此之外，这部剧集还获得了很多的奖项。 它制播的每一年都入围了艾美奖的提名，包括化妆、摄影、美术、导演、特效、发型、音乐和服装。获得过两次化妆奖（剧集“Captive Pursuit”和“Distant Voices”），一次主题曲音乐奖（丹尼斯·麦卡锡制作的片头曲）。还曾在雨果奖上被提名两次最佳戏剧奖（剧集“The Visitor”和“Trials and Tribble-ations”，尽管最后竞争对手《巴比伦五号》赢得了大奖。

### 批评
只有在近期《深空九号》的支持者们指出，吉恩·罗登伯里在世时已经有了《深空九号》的设想，但是当他死后才真正被製播，这直接导致争论的焦点被放在了他是否认可这个设想。还有就是很多传统《星际旅行》爱好者们不满于《深空九号》过于黑暗的主题，甚至有人认为《深空九号》暗示星际联邦理想化的社会环境只是一种人为的假象，目的只是以共产和极权主义统治整个银河系。尽管制作人艾拉·史蒂文·贝尔承认，有一些爱好者认为《深空九号》“离那个天堂般的未来走的有点远”，但他辩解称《深空九号》当时还在不断地提高中，并且他相信罗登伯里也会理解他们这么做的动机的。作为一个“超前的思考者”，他对这个结果感到很满意。
同时，迈克尔·皮勒也对贝尔的贡献作了相当高的评价，他说这部剧集弥补了《星际旅行》最大的缺陷，即过去的剧集中演员和人物都是在“表演一个已知结果的故事”。
因为《深空九号》的开播仅仅早于《巴比伦五号》几个星期，于是争吵就伴随着两个剧集的相似性开始了，《巴比伦五号》的作者约瑟夫·迈克尔·斯特拉日恩斯基甚至声称派拉蒙影业早在1989年就获知了他关于一个新剧集的设想。

## 禁忌

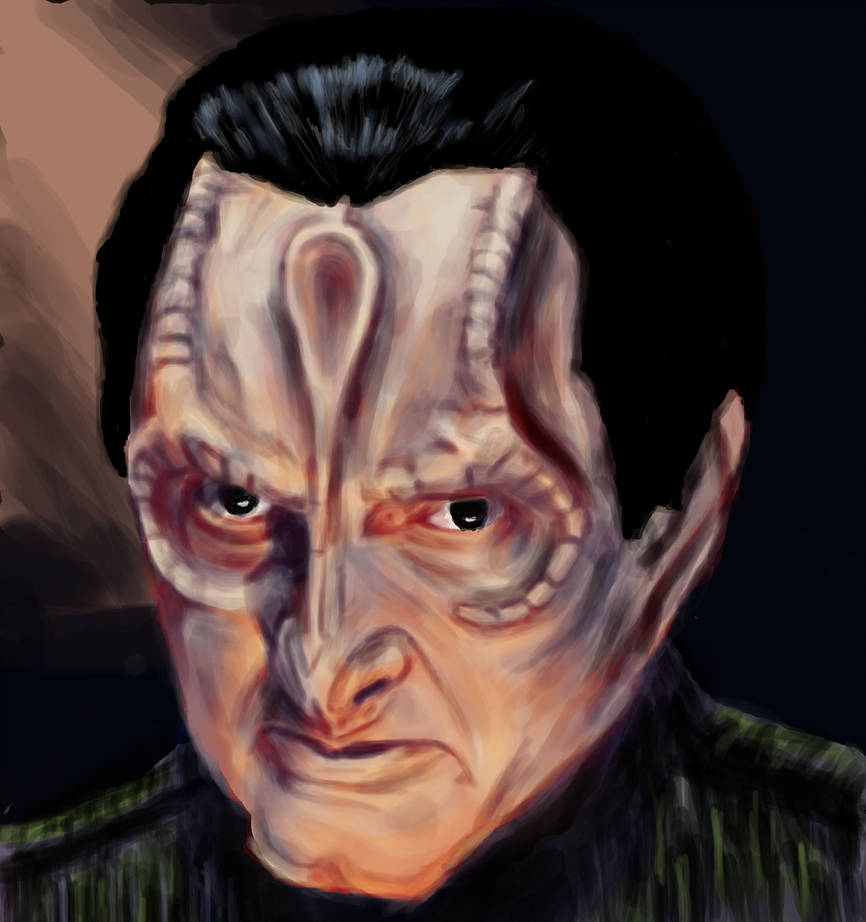
安德鲁·罗宾逊扮演的Garak

《深空九号》比较著名的一点就是打破了一些文化禁忌。最为突出的是其对同性恋的态度。过去有同性恋倾向的爱好者都希望在《星际旅行》的衍生系列中，看到一个高度发达的理想化文明对于性取向的态度。自从吉恩·罗登伯里在1987年答应针对这个问题做出反应后，《下一代》中就有限地、小心翼翼地加入了一些关于性别认同的情节，但都比较晦涩。直到《深空九号》中，有两集出现了女性间的同性接吻。
《星际旅行》系列中的第一个同性之吻出现在《深空九号》的一集“Rejoined”（重聚）中。在该集中，婕琪娅·戴克斯与另一位名叫莱娜拉·卡恩的女性擁抱在一起熱吻。然而这只是一个“技术性”的同性之吻——卡恩共生体的女性宿主与戴克斯共生体的前一任男性宿主为夫妻——因此其他角色并没有表现很大的震惊。剧本的作者勒内·埃切瓦里亚有意识的不让这一个吻有太多的象征意义，避免引起大的波澜的同时却可以提高收视率。在這一集首播一年半之後，在情境喜劇《艾倫愛說笑》（Ellen）裡出現了受爭議的“走出橱柜”的轉變，还为一些地方台带来了麻烦。 紧接着在第七季的“The Emperor's New Cloak”中，镜像宇宙裡的奇拉·尼瑞斯和艾莉·戴克斯的接吻则明显地带有同性恋与双性恋的象征意义，同时镜像宇宙中的丽塔（Leeta）也对艾莉表现出了明显的好感（反之亦然）。尽管这些情节并没有在本质上对同性恋问题做出任何正面的反应，但是“Rejoined”中同性接吻的场面的象征意义仍被同《原初系列》“Plato's Stepchildren”的第一个美国电视中出现的跨种族之吻相提并论。（另外请参见“星际旅行中的LGBT角色”）
第六季中的“Profit and Lace”（賺錢與蕾絲）试图使用异装癖为剧集带来一种喜剧效果，就像很多喜剧电影做的那样。在佛瑞吉主星争取女权的运动当中，夸克的母亲需要与一位有影响力的商人进行一次重要的会面以获取他的支持，但她不幸在之前突发心脏病病倒。这个时候需要一个女性来顶替心脏病发作的夸克的母亲，于是夸克被迫接受暂时性的变性，假扮成一名叫做伦芭（Lumba）的女性。他给那个商人留下了深刻的印象，以至于最后商人竟然爱上了“她”。
除了性方面的禁忌外，还有一些不太雅观的语言出现在了剧集中，这是《星际旅行》系列中空前的举动（尽管在《星际旅行：进取号》中走得更远，在它的首集中甚至出现了“狗娘养的”（you son of a bitch）这句脏话）。在“Far Beyond the Stars”（星辰之外）这一集中，有個角色使用了「黑鬼」（nigger）這個詞。在里面奇罗克·洛夫顿飾演的杰克·西斯科扮演一位1950年代的美国黑人，他對於只有跟鞋子一樣「白得發亮」的白人才能去太空这件事這件事感到悲觀，因此他觉得黑人“永远都只能做黑鬼”，虽然这在美国电视上并不是第一次出现这个词（在1970年代的电视剧《一家子》中第一次并还屡次使用这个词）。到了1990年代后期，该词几乎在主流媒体的所有文章中销声匿迹。同样在“Far Beyond the Stars”裡，一個角色说了句「以耶稣之名！」（For Christ's sake!），在美国的商业电视上很少会允许这句话的出现。在“You are Cordially Invited...”（誠摯地邀請您……）一集中，第一次也是唯一一次出現了「娼妓」（slut）這個罵人的詞。希瑞拉（Sirella）作为审核戴克斯加入马托克家族的女主人，在在看到戴克斯辦了一個如此疯狂的派對之後，罵她是理沙星（著名的度假行星，以开放的性文化出名）來的娼妓。还有一个例子是第六季的“Time's Orphan”（時間的孤兒），爱尔兰裔的奥布赖恩大骂一句英格兰脏话“Bollocks”（有睪丸、胡說八道、屁話的意思）。雖然這個字在美國不大可能會激怒許多人，不過當影集在英國白天時段播映時，這句話被消音了。除此之外，剧集中还产生并使用了一些种族绰号来称呼剧中出现的外星人：譬如用“勺子头”（spoonhead）和“小卡达”（Cardies）来称呼卡达西人。

## 多媒体出版物

### 音乐
1993年6月30日，在第一季刚刚结束的时候，《深空九号》同其他《星际旅行》系列一样，将第一集中使用的原声音乐收录进了CD中。还专门为片头曲制作了一张CD单曲碟。一些在别集有出现的音乐则被收录进了《The Best of Star Trek》专辑当中。
在《深空九号》的第六、七季当中，维克·方丹（詹姆斯·达伦饰），是一位知道自己真实身份的全息人物——一位来自1960年代的拉斯维加斯歌手。他首次出现在第六季“His Way”这一集当中。维克很受站上成员的欢迎，并且演唱了很多1960年代的老歌，其中有弗兰克·西纳特拉与纳特·金·科尔的歌。达伦扮演的角色让他能在1999年8月24日专门发行了一张新专辑——《This One's From the Heart》，其中包含了他在《深空九号》中演唱的歌曲以及其他的一些经典老歌。

### 录像带与DVD
《深空九号》的录像带版在美国的发售，始于1996年的11月19日，并在其DVD版本发行后退出生产线。该系列录像带在英国的发售开始于1993年8月2日。每盒磁带中都包含有特别内容和角色／情节介绍。
在2002年《星际旅行：下一代》发售DVD后，《深空九号》于2003年2月开始，以每季一盒、每盒相隔大约一个月的速度推出DVD版。每一季中都含有一些“特别节目”，包括传记性地了解某一位主角、后台化妆设计师迈克尔·威斯特摩（Michael Westmore）介绍如何创造各式各样的外星人，以及对演员与幕后成员的采访等等。二区的DVD还额外赠送了一些CD-ROM光盘，它允许用户能在自己的计算机上建造一座“模拟的”深太空九號。在2004年10月26日，所有七季的DVD版均已发行。

## 书籍
口袋书店自从1993年《深空九号》首播后，就陆续出版了许多书籍。其中大部分是将已经播放的，有特殊意义的剧情改编为小说，例如“Emissary”、“The Search”以及“What You Leave Behind”，通常在该集首播后几天内，这些书便已在美国出版。有一部分小说是与其他的《星际旅行》系列交叉联系的。还有一部分则是其他系列的一部分，但其中的事件却发生在《深空九号》的设定中；例如，在《The Battle of Betazed》裡，讲述了迪安娜·特洛伊是如何抵抗自治同盟对自己母星的占领（贝塔索母星的沦陷在《深空九号》一集“In the Pale Moonlight”提及）。大部分的这些小说都将焦点放在了太空站及驻扎的成员上，而有一个比较著名的例外是艾拉·史蒂文·贝尔和罗伯特·休伊特·沃尔夫所写的《Legends of the Ferengi》。
还有很多小说是在《深空九号》连载结束后以续集的形式出版的，其中很多对剧情起到了重要的延续作用。如2001年5月1日出版的《Avatar》，延续《深空九号》的故事，并作为了“第八季”的起点。还有安德鲁·鲁宾逊所作的《A Stitch in Time》，以传记的形式叙述了葛拉克的一生。《深空九号》的最后一集“What You Leave Behind”导致了其虚构“第八季”故事的发生。当本杰明·西斯科进入了天庭后，奇拉上校接管了深太空九號的指挥权，一个新的中校埃利亚斯·沃恩（Elias Vaughn）接替了她的大副身份，葛拉克成为了战后卡达西新的领导者，欧多帮助着他的族人进行重建，而罗姆则成了佛瑞吉联盟的新领袖，还有很多类似的人事变动和故事的发生。
除了小说之外，《深空九号》还是一些漫画及其他出版物的主题。一个衍生作品式的漫画详细地描述了诺格在星舰学院的经历。同时漫画也对其他的《深空九号》出版物造成了影响，例如漫画《N-Vector》中的一个主要角色蒂里斯·雅斯特（Tiris Jast）就出现在了小说《Avatar（上）》中。
其他的出版物，譬如《深空九号技术指南》（Deep Space Nine Technical Manual）和《深空九号手册》（Deep Space Nine Companion）都是《星际旅行》系列中很重要的组成部分。在《深空九号手册》中包括了许多剧情的细节和对演员、作者、导演及其他剧组成员的采访。
《深空九号》的影响还体现在游戏制作公司Last Unicorn Games与Decipher出版的角色扮演游戏参考书籍中。另外，一些小说还发行了音频版本，并由勒内·奥贝若努瓦斯与阿明·夏默曼讲述。

## 游戏
曾有一些基于《深空九号》主题的电视游戏发售。第一个是《时间的十字路口》（Crossroads of Time），它是运行在超级任天堂和世嘉MD上的横版过关游戏。游戏发生在系列早期的一段时间，它从一些早期剧情（如Past Prologue）中借用了一些故事，同时也创造了一些。据称，一系列的问题阻止了该游戏的继续发展。
后来有三款基于《深空九号》主题的电脑游戏发售：1996年的《先驱》（Harbinger），2000年的《落日帝国》（The Fallen）和2001年的《自治同盟战争》（Dominion Wars）。现在已不存在的“Component board game”系列中也有一套基于《深空九号》的棋盘游戏，该系列中还包含有基于《下一代》的棋盘游戏。

## 其他的商品
连同《星际旅行》的最新系列一起，《深空九号》是许多商品的主题。有诸如玩偶、钥匙扣与比例模型等一类的衍生商品面市。深太空九號是该系列最易辨识的标志，因此它也拥有许多的产品。派拉蒙还出售了星际舰队的制服，其中包括被称作“九式”（DS9-style）的制服：这些制服以黑色为主色调，在肩部区域以不同的颜色区分（红色为指挥官，黄色为轮机和安全部门，蓝色为医药和科学部门）。
《深空九号》还在星际旅行的主题展馆中在广受欢迎。这座座落在拉斯维加斯希尔顿酒店中的展馆，真实地还原了夸克的酒吧和餐厅。前期这里曾提供《星际旅行》风格的食物与饮料，后来则开始出售一系列稀有的纪念品；其中包括“官方”的星际舰队制服及玩偶。

## 相關
- 星際旅行：深空九號劇情列表

## 外部連結
- 《星际旅行：深空九号》 （页面存档备份，存于） 官方網站
- Star Trek: Deep Space Nine （页面存档备份，存于） 位于Spike TV
- 星际旅行：深空九号在阿尔法记忆網站中的相關摘錄
- 《星际旅行：深空九号》 （页面存档备份，存于） 位于TrekCore.com - 拥有该系列超过六万张的DVD视频截图
- 《星际旅行：深空九号》DVD （页面存档备份，存于） 位于DVD Journal
- 《星际旅行：深空九号》剧本 （页面存档备份，存于）
- 《銀河前哨》百科全書與詞典
- 銀河前哨在互联网电影资料库（IMDb）上的資料（英文）
- 在Netflix上觀看《銀河前哨》